# ریموند اوچوآ
ریموند اوچوآ (انگلیسی: Raymond Ochoa؛ زادهٔ ۱۲ اکتبر ۲۰۰۱) یک هنرپیشه، و صدا پیشه اهل ایالات متحده آمریکا است. وی از سال ۲۰۰۶ میلادی تاکنون مشغول فعالیت بوده‌است.